# Uschi Fellner

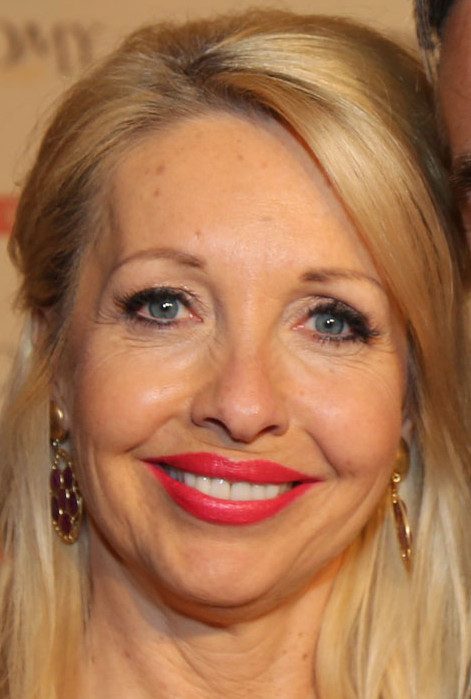
Uschi Fellner bei der Romyverleihung 2015.

Uschi Fellner, eigentlich Ursula Pöttler-Fellner (* 12. Februar 1962 in Wien), ist eine österreichische Journalistin und Medienmacherin.

## Leben
Uschi Fellner begann ihre berufliche Laufbahn im Alter von 20 Jahren beim Jugend-Magazin Rennbahn-Express, dessen Chefredaktion sie drei Jahre später als jüngste Chefredakteurin Österreichs übernahm. Einer der Gründer des Rennbahn-Express war ihr späterer Ehemann  Wolfgang Fellner. 
Mit Wolfgang Fellner gründete sie 1994 die Verlagsgruppe News. 2001 gründete sie die Frauenzeitschrift Woman. 2006 war sie an der Gründung der Tageszeitung Österreich als Herausgeberin und Chefredakteurin beteiligt. 2008 war sie an der Gründung von MADONNA, einer als Frauen-Zeitschrift positionierten, wöchentlich erscheinenden Gratis-Beilage der Zeitung Österreich ebenfalls als Herausgeberin und Chefredakteurin beteiligt. 
2014 gründete Uschi Fellner ihr drittes Frauenmagazin look!, ist Herausgeberin der Bundesländerinnen und Magazinberaterin der Moser Holding. 
Mit ihrem ersten Ehemann Wolfgang Fellner hat Uschi Fellner vier Kinder: Nikolaus (Niki), Jennifer, Desiree und Benedict.
Im September 2013 heiratete sie Christian Pöttler, Geschäftsführer und Miteigentümer des echo Medienhauses.

## Werke
- New York im Austro-Takt (1990)
- Wir Rabenmütter (1992)
- Die kleinen Tricks der Klassefrauen (1993)
- Die Geheimnisse der Klasse-Frauen (1996)
- Die Zukunftsfrau (1996)
- Für immer schlank! (2006)
- Chanel hat Tiffany heute ins Ohr gebissen (2015)